# アルゼンチン陸軍

アルゼンチン陸軍（西：Ejercito Argentino）はアルゼンチンの陸軍。

## 歴史
アルゼンチン陸軍は1806年-1807年にブエノスアイレスに侵攻したイギリス軍を打ち破ったポルテーニョ民兵隊を起源としている。
1810年の五月革命により、それまでの雑多な兵力が統合され、5月29日にアルゼンチン陸軍の前身となった組織が建軍された。

## 組織
陸軍参謀本部（Estado Mayor General del Ejército）の下、以下の職位。組織がある。2018年時点で現役兵約42,800人が所属。

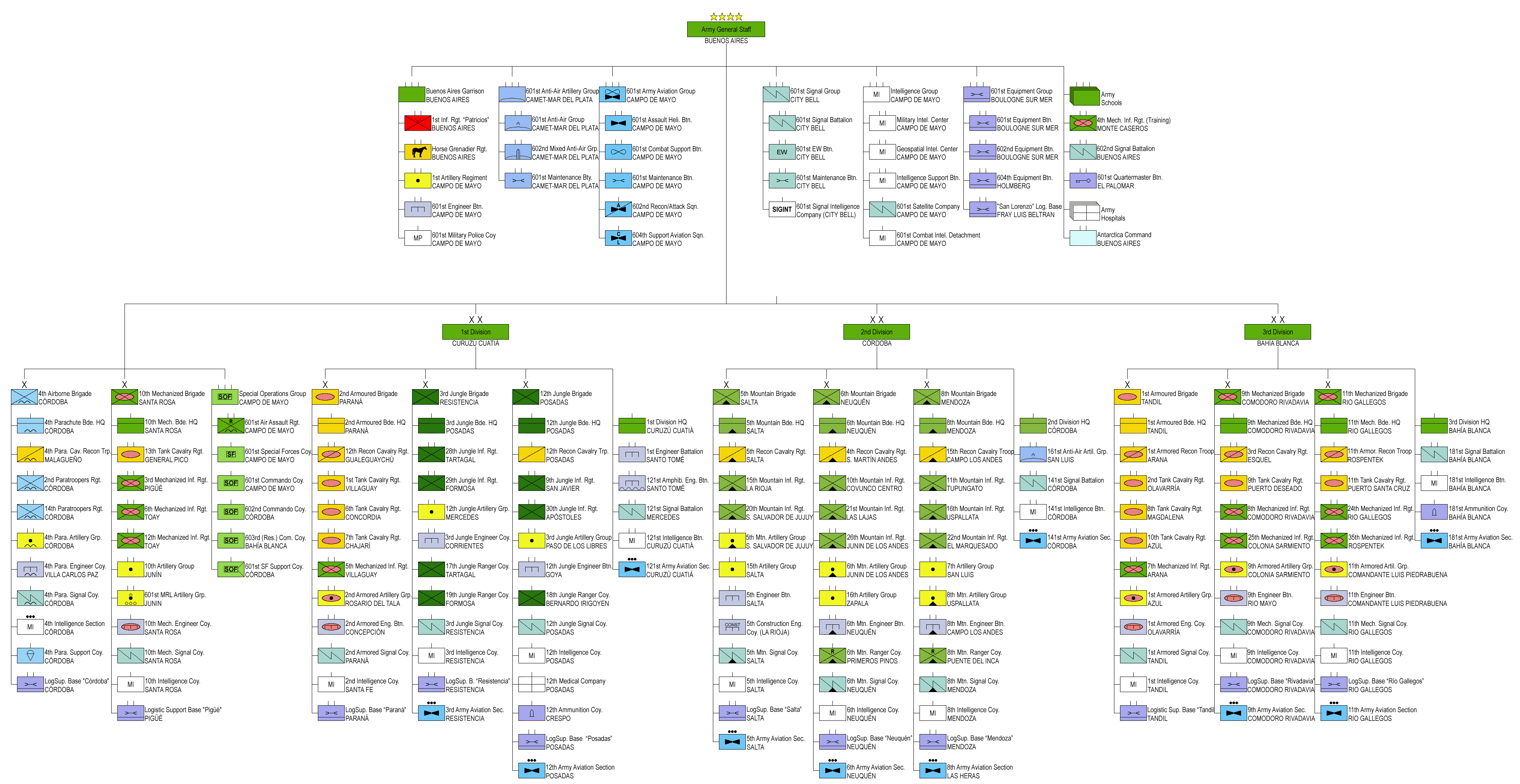
アルゼンチン軍の編成

- 陸軍官房（Secretaría General del Ejército）
- 陸軍監査部（Inspeccíon General del Ejército）

- 陸軍参謀本部局（Dirección del Estado Mayor General del Ejército）
  - 第1部（Jefatura I） - 人事
  - 第2部（Jefatura II） - 情報
  - 第3部（Jefatura III） - 作戦
  - 第4部（Jefatura IV） - 兵站
  - 第5部（Jefatura V） - 会計
  - 第6部（Jefatura VI） - 福祉

- 人事総局（Dirección General de Personal）
- 情報総局（Dirección General de Inteligencia）
- 計画局（Dirección de Planeamiento）
- 兵站総局（Dirección General de Logística）
- 会計総局（Dirección General de Finanzas）
- 地上作戦司令部（Comando de Operaciones Terrestres）
- 保健司令部（Comando de Sanidad）
- 工兵司令部（Comando de Ingenieros）
- 獣医厩舎司令部（Comando de Remonta y Veterinaria）
- 生産開発研究局（Dirección de Investigación, Desarrollo y Producción）
- コンピュータ通信司令部（Comando de Comunicación e Informática）
- 陸軍航空司令部（Comando de Aviacion del Ejército）
- 教義教育司令部（Comando de Educación y Doctrina）

総局およびコマンドの下位局
- 輸送局（Dirección de Transporte）
- 福祉局（Dirección de Bienestar）
- 兵器局（Dirección de Arsenales）
- 経理局（Dirección de Intendecia）

その他
- 資材兵站司令部（Comando Logístico de Material）
- 陸軍戦史局（Dirección de Asuntos Históricos del Ejército）

### ブエノスアイレス軍管区
- 第1歩兵連隊「パトリシオス」
- 擲弾騎兵連隊「ヘネラル・サン・マルティン」
- 第1砲兵群「ブリガディエール・ヘネラル・トマス・イリアルテ」　（カンポ・デ・マジョ）

### 第1師団
第1師団「テニエンテ・ヘネラル・フアン・カルロス・サンチェス」（Comando de la Ira División de Ejército "TTE GRL Juan Carlos Sanchez"）　司令部：コリエンテス州 クルス・クアティア（Curuzu Cuatia）
- 第2機甲旅団　司令部：エントレ・リオス州 パラナ
  - 第1戦車騎兵連隊「コロネル・ブランセン」　在ビジャグワイ
  - 第6戦車騎兵連隊「ブランデンゲス」　在コンコルディア
  - 第7戦車騎兵連隊「コラセーロス・コロネル・ラモン・エストンバ」　（Chajarí）
  - 第12戦車騎兵連隊「デューク・ド・カシアス」　在グアレグイチュ
  - 第5機械化歩兵連隊　在ビジャグワイ
  - 第2機甲砲兵群　在ロサリオ・デル・タラ

- 第12ジャングル旅団　司令部：ミシオネス州 ポサーダス
  - 第9ジャングル歩兵連隊　在プエルト・イグアス
  - 第29ジャングル歩兵連隊「コロネル・イグナシオ・ホセ・ハビエル・ウォーンズ」　在フォルモサ
  - 第30ジャングル歩兵連隊　在アポストレス
  - 第3砲兵群　在ポサダス
  - 第12ジャングル猟兵中隊　在サン・ハビエル
  - 第18ジャングル猟兵中隊　在ベルナルド・デ・イリゴネン
  - 第12衛生中隊
  - 第12ジャングル工兵中隊
  - 第12ジャングル通信中隊
  - 第12航空隊

### 第2師団
第2師団「エヘルシト・デル・ノルテ」（Comando de la IIdo División de Ejército "Ejército del Norte"）　司令部：コルドバ
- 第4落下傘旅団　司令部：コルドバ州
  - 第2落下傘歩兵連隊「バルカルセ」　在コルドバ
  - 第14落下傘歩兵連隊　在コルドバ
  - 第4落下傘騎兵偵察隊　在コルドバ
  - 第4落下傘砲兵群　在コルドバ

- 第5機械化歩兵旅団　司令部：ラ・リオハ州
  - 第5機械化歩兵連隊「ヘネラル・フランシスコ・オルティス・デ・オカンポ」　在ラ・リオハ
  - 第20機械化歩兵連隊「ロス・アンデス猟兵」　在サン・サルバドール・デ・フフイ
  - 第28機械化歩兵連隊「テニエンテ・コロネル・フアナ・アソルドビイ」　在タルタガル
  - 第5軽騎兵連隊「ヘネラル・グエメス」　在サルタ
  - 第5砲兵群「カピタン・フェリペ・アントニオ・ペレラ・デ・ルセナ」　在サン・サルバドール・デ・フフイ
  - 第15砲兵群「コロネル・フランシスコ・ボログネシ」　在サルタ

- 第8山岳歩兵旅団　司令部：メンドーサ州
  - 第1山岳歩兵連隊「ヘネラル・ラス・エラス」　在トゥプンガト
  - 第16山岳歩兵連隊「カサドーレス・デ・ロス・アンデス」　在ウスパアラタ
  - 第22山岳歩兵連隊「テニエンテ・コロネル・フアン・マヌエル・カボット」　在エル・マルケサード
  - 第8山岳猟兵中隊「テニエンテ・ウノロ・イバネス」　在プエンタ・デル・インカ
  - 第15軽騎兵連隊「リベラタドール・シモン・ボリバル」　在カンポ・デ・ロス・アンデス
  - 第8山岳砲兵群「コロネル・リガラド・デ・ラ・プラサ」　在ウスパアラタ
  - 第7砲兵群　（サン・ルイス）

### 第3師団
第3師団「テニエンテ・ヘネラル・フリオ・アルヘンティーノ・ロカ」（Comando de la IIIer División de Ejército "TTE GRL Julio Argentino Roca" ）　司令部：バイアブランカ
- 第1機甲旅団
  - 第22戦車騎兵連隊「ランセロス・ヘネラル・パス」　在オラバリア
  - 第8戦車騎兵連隊「カサドーレス・ヘネラル・ネコチェア」　在マグダレーナ
  - 第10戦車騎兵連隊「ウサレス・デ・プレイエドン」　在アズール
  - 第7機械化歩兵連隊「コロネル・コンデ」　在アラナ
  - 第1機甲騎兵偵察隊　在アラナ
  - 第1機甲砲兵群「コロネル・チラベルト」　在アズール

- 第6山岳歩兵旅団　司令部：ネウケン州
  - 第10山岳歩兵連隊「テニエンテ・ヘネラル・ラセード」　在コブンコ
  - 第21山岳歩兵連隊「テニエンテ・ヘネラル・ルフィーノ・オルテガ」　在ラス・ラハス
  - 第26山岳歩兵連隊「ベンハミン・モリタン」　在フニン・デ・ロス・アンデス
  - 第6山岳猟兵中隊　（プリメロス・ピノス）
  - 第4山岳騎兵連隊「コラセーロス・ヘネラル・ラバレル」　在サンマルティン・デ・ロス・アンデス
  - 第6山岳砲兵群　在フニン・デ・ロス・アンデス
  - 第16砲兵群　在サパラ

- 第9機械化歩兵旅団　司令部：チュブ州
  - 第8機械化歩兵連隊「ヘネラル・オイギンス」　在コロニア・リバタビア
  - 第25機械化歩兵連隊　（コロニア・サルミエント）
  - 第9戦車騎兵連隊「ヘネラル・ホセ・ヘルバシオ・アルティーガス」　在プエルト・デセアド
  - 第3軽騎兵連隊「コラセロース・ヘネラル・パチェコ」　在エスケル
  - 第9機甲砲兵群　在コロニア・サルミエント

- 第10機械化歩兵旅団　司令部：ラ・パンパ州
  - 第3機械化歩兵連隊「ヘネラル・ベルグラーノ」　在ピングエ
  - 第6機械化歩兵連隊「ヘネラル・ビエモンテ」　在トアイ
  - 第12機械化歩兵連隊「ヘネラル・アレーナス」　在トアイ
  - 第13軽騎兵歩兵連隊「テニエンテ・ヘネラル・フアン・エステバン・ペデルネラ」　在ヘネラル・ピコ
  - 第10砲兵群「テニエンテ・ヘネラル・バルトロメ・ミトレ」　在フニン

- 第11機械化歩兵旅団　司令部：サンタクルス州
  - 第24機械化歩兵連隊　在リオ・ガジェーゴス
  - 第35機械化歩兵連隊　在ロスペンテック
  - 第11戦車騎兵連隊　在プエルト・サンタクルス
  - 第11機甲騎兵偵察隊「コロネル・フアン・パスカル・プリングレス」　在ロスペンテック
  - 第11砲兵群　在コマンダンテ・ルイス・ピイ

### その他の部隊
- 第601防空砲兵集団　司令部：マル・デル・プラタ
  - 第601防空砲兵群「テニエンテ・ヘネラル・パブロ・リッチェル」　在マル・デル・プラタ
  - 第602高高度防空砲兵群　在マル・デル・プラタ

- 陸軍航空隊　在カンポ・デ・マジョ
  - 第601空中強襲ヘリコプター大隊　在カンポ・デ・マジョ
  - 第602攻撃偵察航空大隊　在カンポ・デ・マジョ
  - 第601情報支援隊　在カンポ・デ・マジョ
  - 第603総合支援航空隊　在カンポ・デ・マジョ
  - 第601支援航空隊　在カンポ・デ・マジョ

- 緊急展開部隊　司令部：ブエノスアイレス
  - 第601空中強襲連隊　在カンポ・デ・マジョ
  - 第601コマンドー中隊　在カンポ・デ・マジョ
  - 第602コマンドー中隊　在コルドバ

### 訓練部隊
- 第4機械化歩兵連隊　在モンテ・カサロス

## 装備品

### 小火器

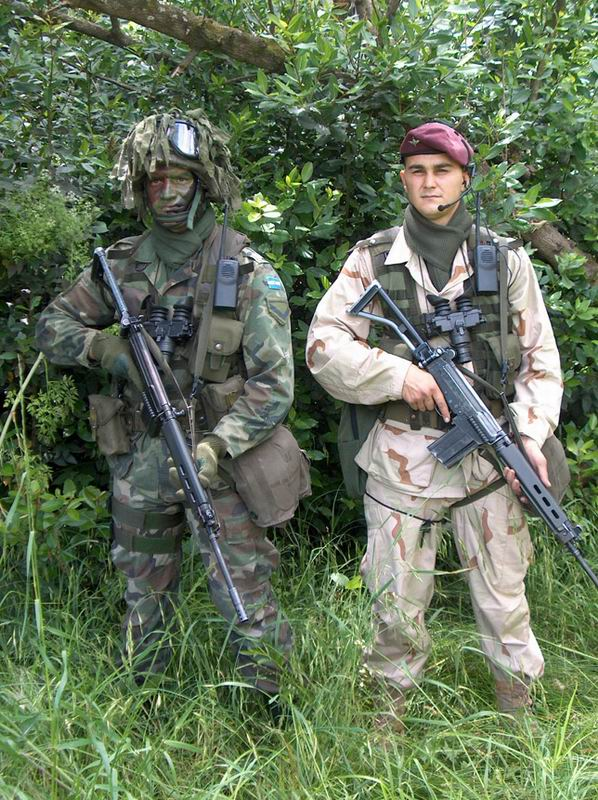
FN-FALを手にしたアルゼンチン軍兵士

- FN ブローニング・ハイパワー
- FMK-3
- FN FAL
- FARA 83
- M16
- ステアーAUG
- ブローニングM2重機関銃
- AT4
- M72 LAW

### 戦車
- TAM戦車 - 420輌
- SK105キュラシェーア軽戦車 - 118輌

### 装甲車

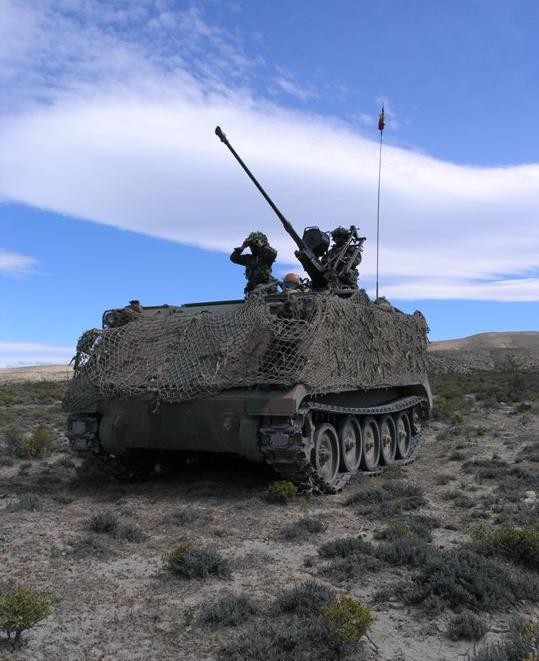
M113

- AML90 - 48輌
- M1114 - 34台
- VCTP歩兵戦闘車 - 123輌
- M113A1 - 70輌
- M113A2 - 114輌
- M113A2 20mm - 315輌
- AMX-VCI - 28輌
- M9 - 126輌
- VBTP-MR - 14輌

### 火砲
- オート・メラーラM56 - 70門
- Citefa M77 - 25門
- SOFMA L33 - 84門
- AMX Mk F3 - 37両
- VCA 155mmパルマリア - 17輌
- Slam Pampero - 4輌
- 81mm迫撃砲 - 492門
- Brandt120mm迫撃砲 - 353門
- 20mm GAI-B01 - 230門
- 30mm HS L81 - 21門
- 40mm L60 - 100門

### ミサイル
- ローランド - 3基
- スカイガード・レーダー - 6基
- AN/TPS-44レーダー - 5基
- BGM-71 TOW
- Mathogo ATM

### 航空機

#### 固定翼機
- OV-1D - 10機

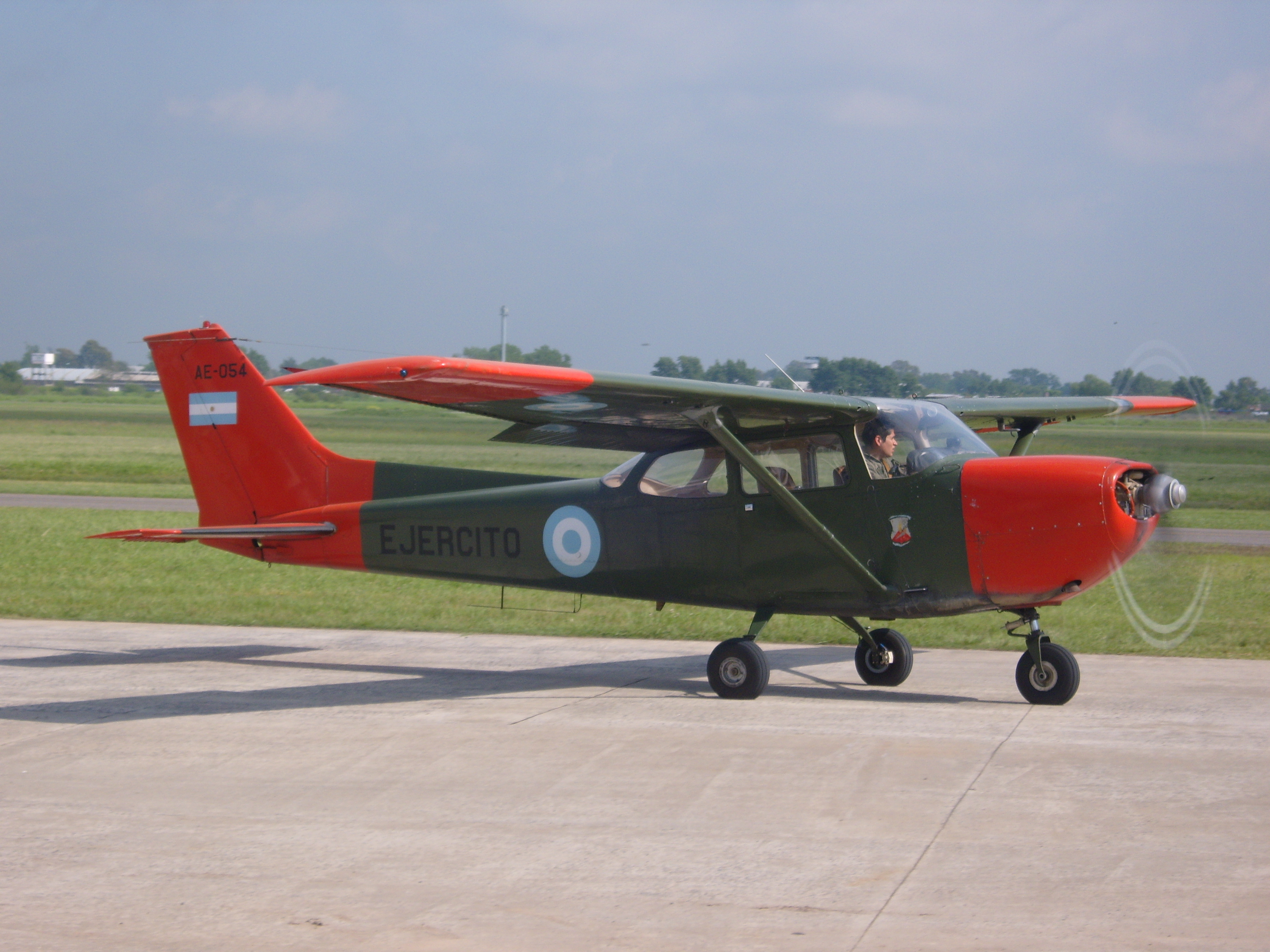
T-41練習機

- ビーチクラフト Queen Air80 - 1機
- CASA C-212 - 1機
- セスナ サイテーション - 1機
- デ・ハビランド・カナダ DHC-6 - 2機
- G.222 - 3機
- フェアチャイルドSA226 - 3機
- フェアチャイルドSA226AT - 3機

#### 回転翼機
- UH-1H(対戦車) - 6機
- アエロスパシアルSA315B - 3機
- AS332 - 3機
- アグスタ A109 - 5機
- ベル 212 - 1機
- UH-1H - 23機
- UH-1HⅡ - 2機
- UH-12E - 8機
- ベル407GXi - 3機購入（2024年12月時点で2機が納入）[4]。SA315Bの後継として山岳地帯に配備される[4]。

## 階級
| 士官                    |                                |      |
| 陸軍大将                | Teniente General               | OF-9 |
| 陸軍中将                | General de División            | OF-8 |
| 陸軍少将                | General de Brigada             | OF-7 |
| 陸軍上級大佐            | Coronel Mayor                  | OF-6 |
| 陸軍大佐                | Coronel                        | OF-5 |
| 陸軍中佐                | Teniente Coronel               | OF-4 |
| 陸軍少佐                | Mayor                          | OF-3 |
| 陸軍大尉                | Capitán                        | OF-2 |
| 陸軍中尉                | Teniente Primero               | OF-1 |
| 陸軍少尉                | Teniente                       | OF-1 |
| 陸軍士官候補生          | Subteniente                    | OF-D |
| 准士官および下士官      |                                |      |
| 上級下士官 （上級准尉） | Suboficial mayor               | WO   |
| 主任下士官 （准尉）     | Suboficial Principal           | WO   |
| 下士官補                | Sargento Ayudante              |      |
| 1等軍曹                 | Sargento Primero               |      |
| 2等軍曹                 | Sargento                       |      |
| 1等伍長                 | Cabo primero                   |      |
| 2等伍長                 | Cabo segundo                   |      |
| 兵卒                    |                                |      |
| 1等志願兵               | Voluntario Primero             |      |
| 2等志願兵               | Voluntario Segundo             |      |
| 2等志願兵取扱           | Voluntario Segundo en Comisión |      |